# Porphyrinia debilis
Porphyrinia debilis là một loài bướm đêm trong họ Noctuidae.